# 혼합층
혼합층(mixed layer)은 난류로 인해 일정한 수직 범위에 있는 물질의 성질이 비슷한 수심층 또는 대기층이다.

## 기상학의 혼합층
혼합층 또는 대류 경계층 (convective boundary layer)은 지표면의 온도가 그 위의 대기보다 매우 높아 대기가 불안정한 상태에서 강한 난류 혼합으로 인해 발생하는 대기경계층을 뜻한다.

## 해양학의 혼합층
바람에 의해 활발한 수직혼합이 일어나면서 수온과 염분 등이 비슷하게 나타나는 수심층을 뜻한다. 혼합층의 수심은 지역마다, 계절마다, 날마다 다르지만 바람이 강하게 부는 중위도 지역에서는 깊이가 비교적 깊다.